# ФРГ на летней Универсиаде 1959
ФРГ на первой летней Универсиаде 1959 в Турине (Италия) заняла 3-е место в общекомандном медальном зачёте, завоевав 25 медалей (6 золотых, 9 серебряных, 10 бронзовых). Чемпионами Универсиады стали: Дитер Хейдеке (лёгкая атлетика, мужчины, бег на 800 метров), мужская эстафетная сборная в беге 4×400 метров, Герман Лингнау (лёгкая атлетика, мужчины, толкание ядра), Герман Саломон (лёгкая атлетика, мужчины, метание копья), Ханс-Йоахим Трёгер (плавание, мужчины, 200 метров брассом) и Вайс (фехтования, женщины, рапира).

## Медалисты

### Золото
| Золото |                    |                                                  |
| №      | Спортсмены         | Вид спорта (дисциплина)                          |
| 1      | Дитер Хейдеке      | Лёгкая атлетика (мужчины, бег на 800 метров)     |
| 2      | Сборная ФРГ        | Лёгкая атлетика (мужчины, эстафета 4х400 метров) |
| 3      | Герман Лингнау     | Лёгкая атлетика (мужчины, толкание ядра)         |
| 4      | Герман Саломон     | Лёгкая атлетика (мужчины, метание копья)         |
| 5      | Ханс-Йоахим Трёгер | Плавание (мужчины, 200 метров брассом)           |
| 6      | Вайс               | Фехтование (женщины, рапира)                     |

### Серебро
| Серебро |                    |                                                          |
| №       | Спортсмены         | Вид спорта (дисциплина)                                  |
| 1       | Вальтер Оберсте    | Лёгкая атлетика (мужчины, бег на 400 метров)             |
| 2       | Сборная ФРГ        | Лёгкая атлетика (мужчины, эстафета 4х100 метров)         |
| 3       | Герман Саломон     | Лёгкая атлетика (мужчины, пятиборье)                     |
| 4       | Эдит Шиллер        | Лёгкая атлетика (женщины, бег на 800 метров)             |
| 5       | Штрассер           | Плавание (мужчины, 1500 метров вольным стилем)           |
| 6       | Сборная ФРГ        | Плавание (женщины, эстафета 4х100 метров вольным стилем) |
| 7       | Рейман / Вундерлик | Теннис (мужчины, парный разряд)                          |
| 8       | Форбрих            | Фехтование (женщины, рапира)                             |
| 9       | Сборная ФРГ        | Фехтование (женщины, рапира, командное первенство)       |

### Бронза
| Бронза |                |                                                                 |
| №      | Спортсмены     | Вид спорта (дисциплина)                                         |
| 1      | Фриц Хелфрич   | Лёгкая атлетика (мужчины, бег на 200 метров)                    |
| 2      | Отто Клапперт  | Лёгкая атлетика (мужчины, бег на 400 метров)                    |
| 3      | Сборная ФРГ    | Лёгкая атлетика (женщины, эстафета 4х100 метров)                |
| 4      | Антониа Вехофф | Лёгкая атлетика (женщины, толкание ядра)                        |
| 5      | Сборная ФРГ    | Плавание (мужчины, эстафета 4х200 метров вольным стилем)        |
| 6      | Сборная ФРГ    | Плавание (мужчины, эстафета 4×100 метров комплексным плаванием) |
| 7      | Бош            | Плавание (женщины, 100 метров на спине)                         |
| 8      | Шименц         | Плавание (женщины, 200 метров брассом)                          |
| 9      | Сборная ФРГ    | Плавание (женщины, эстафета 4×100 м комплексным плаванием)      |
| 10     | Хаас / Тимм    | Теннис (женщины, парный разряд)                                 |